# Довжанськ
Довжа́нськ  — місто в Україні, адміністративний центр однойменної міської громади та однойменного району Луганської області. Найсхідніший районний центр України. З 2014 року місто є окупованим російською терористичною організацією «ЛНР».

## Географія

### Розташування та фізична географія
Місто Довжанськ розташоване в південно-східній частині Луганської області. Довжанський район на півночі межує з Сорокинським районом, на заході — з містом Ровеньки, на півдні та сході — з Ростовською областю Російської Федерації. Довжина
державного кордону України в межах району складає 84 км.
Через місто проходять автомобільні шляхи територіального значення в Луганській області: Т 1305, Т 1311. Також у межах району проходять автомобільні шляхи міжнародного значення, що забезпечують автотранспортний зв'язок із Харковом (М03) та Донецьком (М04).

### Геологія
Унікальним куточком природи є заповідник Провальський степ, де зростає понад 680 видів рослин, з них більше 100 рідких та зникаючих. У заповіднику знаходиться геологічний пам'ятник — Королівські скелі — довжиною із заходу на схід 1,5 км, на правому березі річки Верхнє Провалля.

#### Корисні копалини та природні ресурси
Надра району багаті різними корисними копалинами: кам'яне вугілля, пісковик, вапняк, різні глини. У цілому в районі нараховується понад 50 видів корисних копалин. Ґрунтовий покрив кам'янистий хрящуватий, рідше суглинний, значна частина ґрунтів зазнає ерозії.
Район має незначні водяні ресурси. У місті та районі сім малих річок та 57 водоймищ, що розмістилися в руслах річок та балок. Річки з дуже значним ухилом, східноєвропейського типу. Є мінеральні джерела питної води в селах Дар'їно-Єрмаківка й Астахове.

### Стан довкілля
У ґрунтових водах вуглепромислових районів (міста Довжанська, Ровеньки, Кадіївсько-Алчевський промисловий район та інші) виявлено забруднювальні речовини, концентрація яких перевищує допустимі рівні: кадмій, марганець, літій, титан, бром, нітрати.
У місті Довжанську збудовані в 1957 році очисні споруди селища Бірюкове повністю виведені з ладу, 830 м³ стічних вод на добу без очищення та знезараження скидають у річку Кундрюча. У Довжанському районі, що в основному водопостачається за рахунок централізованої подачі питної води по магістральних водогонах «Молодогвардійськ-Володарськ» та «Молодогвардійськ-Довжанськ», у 2009 році було зареєстровано 43 аварійних зупинки вищезазначених водогонів із загальним часом більш ніж на 1183 години, тобто понад 49 діб протягом 2009 року місто залишалось практично без водопостачання.

### Клімат
| Клімат Довжанська                                | Клімат Довжанська | Клімат Довжанська | Клімат Довжанська | Клімат Довжанська | Клімат Довжанська | Клімат Довжанська | Клімат Довжанська | Клімат Довжанська | Клімат Довжанська | Клімат Довжанська | Клімат Довжанська | Клімат Довжанська | Клімат Довжанська |
| Показник                                         | Січ.              | Лют.              | Бер.              | Квіт.             | Трав.             | Черв.             | Лип.              | Серп.             | Вер.              | Жовт.             | Лист.             | Груд.             | Рік               |
| Абсолютний максимум, °C                          | 12                | 11                | 22                | 29                | 35                | 36                | 38                | 40                | 36                | 27                | 21                | 14                | 26,5              |
| Середній максимум, °C                            | −2,4              | −2,3              | 4,9               | 15,4              | 22,8              | 26,6              | 28,9              | 29,5              | 22,1              | 13,8              | 6,4               | 0,5               | 13,9              |
| Середня температура, °C                          | −7,4              | −6,8              | 1,5               | 10,5              | 16,9              | 20,8              | 22,8              | 23,4              | 17,1              | 9,9               | 3,4               | −2,9              | 9,1               |
| Середній мінімум, °C                             | −8,2              | −8,7              | −3                | 4,3               | 10,6              | 14,4              | 16,4              | 15,9              | 10,1              | 4,9               | 0                 | −4,2              | 4,4               |
| Абсолютний мінімум, °C                           | −31               | −27               | −18               | −6                | −1                | 6                 | 8                 | 8                 | 0                 | −6                | −14               | −22               | −8,6              |
| ------------------------------------------------ | ----------------- | ----------------- | ----------------- | ----------------- | ----------------- | ----------------- | ----------------- | ----------------- | ----------------- | ----------------- | ----------------- | ----------------- | ----------------- |
| Джерело: Microsoft Corporation Програма «Погода» |                   |                   |                   |                   |                   |                   |                   |                   |                   |                   |                   |                   |                   |

## Історія

### Давня історія
Розкопки свідчать про те, що первісна людина з'явилася тут близьку 100-70 тисяч років тому в період палеоліту. Стоянки людей кам'яної доби були виявлені й досліджені в районі рік Бургуста, Талова та Кундрюча, у балці Мурзіній, у селах Новоборовиці й Зимівники. Провальський степ уже в давні часи приваблювали кочівників: кімерійців, скіфів, сарматів, печенігів та інших. Тривалий час у степах району проживали торки, які залишили після себе кургани-могильники й половецькі баби, унікальні пам'ятники сакрального мистецтва.

### XIII—XVIIст.
На початку XIII століття монголо-татари спустошили край, знищили більшу частину степового населення та вторгалися на землі Київської Русі. Довгий час після них територія від Дону до Дніпра носила назву «дике поле».
Нова історія краю починається наприкінці XV століття, коли на Сіверський Донець та Дон, рятуючись від поміщицького гноблення й польської шляхти, стали втікати селяни з окупованих українських земель та козаки з Правобережної України. У середині XVI століття тут поселяються донські козаки, а наприкінці XVI — початку XVII століть почалося масове заселення краю, обумовлене рішенням Переяславської Ради від 8 (18) січня 1654 року.

### XVII— поч. XXст.
Виникнення перших населених пунктів у районі відбулося у XVIII—XIX століттях. У 1721 році за наказом Петра I Петербурзька Бергколегія направляє в наш край експедицію на чолі з Григорієм Капустіним для дослідження його надр і пошуку «горючого каменю». Вугілля було знайдено, але промисловий його видобуток почався набагато пізніше. У 1773 році з'являється Дар'ївська волость, у 1793 році — Ровенецька, у 1794 році — Астахівська. У 1797 році з'являється село Провалля, у 1800 році — Медвежанка, у 1805 році — Карпове-Кріпенське й Дар'їнівка.
Перші примітивні шахти в районі були закладені в 1870 році урядником Е. Письмовим і багатими козаками П. Планідіним та І. Ющенковим. Їхнє виникнення пов'язане з уведенням в експлуатацію Сулінського чавуноливарного заводу. На початку XX ст. між Довжанкою та Шарапкіно побудували шахту іноземні промисловці Транше й Фундополо. У 1908–1911 роках промисловець Отто відкрив великий рудник (нині «Шахта імені П. Л. Войкова»), що складається з трьох шахт із річним видобутком 4 млн пудів (66 тис. тон). У 1901 році княгиня Юсупова, що володіла двома маєтками поблизу Ровеньок, придбала невеликий рудник поблизу Шарапкіно. У 1902 році на околиці Шарапкіно нею були закладені два найбільших на той час рудники (нині "Шахта імені Я. М. Свердлова»).

### Радянська доба
Після Радянсько-української війни мешканці району приступилися до мирного будівництва. Гасло «Усе на відновлення Донбасу» стає найважливішим не тільки для регіону, але й для всієї країни. У листопаді 1920 року відбулася Довжанська руднична конференція, що розглянула питання з відновлення й об'єднання шахт. Усі одинадцять рудників об'єдналися в Довжанське рудоуправління, яке очолив П. Шаповалов.
Одночасно з відновленням господарства, росла мережа навчальних, культурно-освітніх та медичних установ. Станом на 1940 рік у районі налічувалося 40 шкіл, п'ять лікарень, 26 клубів та 25 бібліотек.
3 червня 1938 року Президія Верховної Ради СРСР прийняла Указ «Про поділ Донецької області УРСР на Сталінську та Ворошиловградську області». У цьому Указі вперше говориться про Довжанський район, що ввійшов до складу Ворошиловградської області. До району були віднесені Олександрівська, Астаховська, Медвежанська, Провальська сільські й Бірюковська, Ленінська, Володарська, Павловська селищні ради, що раніше входили до складу Ровенецького району. Район одержав назву селища імені Якова Свердлова й став іменуватися Свердловськом.

#### Німецько-радянська війна
22 червня 1941 року почалася територіально-політична експансія Третього Райху на територію українських земель у складі Радянського Союзу. Уже 22 липня 1942 року місто було окуповано німцями. А 17 лютого 1943 року Червона армія звільнила місто від німецьких загарбників. У часи війни звання Героя Радянського Союзу отримали десять свердловців, серед яких І. Паригін, І. Шевченко, Б. Золотухін, Г. Сєрих, К. Каминін, В. Трушин, Ф. Паращенко, а М. Горюшкіна визнано гідним цього звання двічі. На честь героїв у місті було споруджено Алею Слави.

#### Повоєнні часи
Першу повоєнну п'ятирічку свердловці завершили на 4,5 місяці раніше строку. За видатні успіхи у відновленні та будівництві шахт, упровадження передових методів праці в 1945–1950 роки орденами та медалями СРСР було нагороджено 216 свердловців. У листопаді-грудні 1956 року по комсомольських путівках у місто прибуло 1,5 тис. парубків та дівчат із різних областей Української РСР. Протягом 1957 року були введені в
експлуатацію нові шахти: «Харківська», «Чернівецька», «Молдавська», «Хмельницька», «Одеська-1», «Одеська-2», «Ворошиловградська».
У 60-ті роки трест «Свердловуголь» перетворюється в об'єднання «Свердловантрацит». Починається реконструкція центральної частини міста. Великий розвиток одержує місто у 80-ті роки. Будуються квартали імені 50-річчя Жовтня та 60-річчя СРСР зі школами та магазинами; нові корпуси міської лікарні; реконструюються спортивний комплекс імені Миколи Горюшкіна; міський парк культури та відпочинку, ПК імені Я. М. Свердлова.
У 1988 році в адміністративне підпорядкування міста був переданий Свердловський район.

### Україна
У 2003 році були ухвалені нові прапор та герб міста.
12 травня 2016 року Верховна Рада України постановила надати місту назву Довжанськ. Постанова набрала чинності з дня, наступного за днем її опублікування.

#### Російсько-українська війна
Навесні 2014 року Свердловськ, як і значна частина Луганської області, був захоплений проросійськими бойовиками.
22 серпня надійшла інформація, що «комендатура» терористів у Свердловську забороняє магазинам продавати хліб — магазини селищ шахти 68, 72, 1/2 Свердлова, Червонопартизанська, Свердловська, «Славутич» — понад 20-ть, котрі — на думку терористів, мають проукраїнську позицію, «позбавлені ліцензії» на торгівлю хлібом.
23 серпня в місті з'явилися точки з продажу «гуманітарки» з російського «гумконвою», пачка солі коштує не менше десяти гривень.
За серпень у Свердловську від голоду померли 16 осіб.
24 вересня координатор групи «Інформаційний спротив» Дмитро Тимчук повідомив, що біля Свердловська зафіксовано скидання трупів російських військовослужбовців у шурф однієї з непрацюючих шахт замість поховання.
4 жовтня у Свердловську був «голодний бунт». Кілька тисяч невдоволених сепаратистською владою зібрались на стихійних мітингах з вимогою налагодити нормальне життя. Однак протестувальникам заявили: «Не на часі вимагати благ всяких, бо триває війна, тому працюйте безкоштовно, а за грошима їдьте до України».
17 листопада місцеві жителі біля Свердловського виконкому почали збиратися на стихійний мітинг (уже другий «голодний бунт» від початку війни). Причина обурення місцевих жителів — не виплата соціальних виплат, які обіцяли виплачувати перед «виборами» в листопаді. Мітингарі вимагали від бойовиків залишити місто. Натовп продовжував збиратися навіть після автоматних черг бойовиків. Спочатку мітингарів було 500 чоловік, пізніше їх кількість зросла до 2000 чоловік. Вони облили жовтою і блакитною фарбами місцевий військкомат і закидали камінням вікна міського палацу культури, зайнятого козаками. А в центрі з'явився надпис: «Свердловськ — це Україна!» Донські козаки намагались розігнати протестувальників, але місцеві ополченці встали на захист городян. Наступного дня біля виконкому на мітинг зібрались пенсіонери.
Мітинги ще часто називають «жіночими бунтами», оскільки в них брали участь молоді матері, пенсіонери, жінки, які доглядають за дітьми чи немічними батьками.

## Населення

### Чисельність
Станом на 1 січня 2015 року наявне населення міськради становило 97 140 осіб:
- Міське населення — 95 434 осіб
  - м. Довжанськ — 64 503 осіб
  - м. Червонопартизанськ — 15 513 осіб
  - смт. Володарськ — 2 768 осіб
  - смт. Калінінський — 1 677 осіб
  - смт. Комсомольський — 3 058 осіб
  - смт. Ленінське — 3 332 осіб
  - смт. Павлівка — 1 028 осіб
  - смт. Шахтарське — 3 555 осіб
- Сільське населення — 1 706 осіб

У Довжанському районі існує тенденція скорочення населення. Середня тривалість життя населення міста становить 65 років: для чоловіків — 60 років, для жінок — 70 років. Статевий склад населення району характеризується істотною перевагою чисельності жінок над чисельністю чоловіків: жінки — 53,5 %, чоловіки — 46,5 %. Це співвідношення зберігається без змін досить тривалий час. Станом на 1 січня 2013 року економічно активне населення складає 43,4 тис. осіб. Усього зайнятого населення — 41,7 тис. осіб.

### Національний склад
Розподіл населення за національністю за даними перепису 2001 року:
| Національність  | Відсоток |
| --------------- | -------- |
| росіяни         | 48.60%   |
| українці        | 45.95%   |
| білоруси        | 1.16%    |
| татари          | 0.67%    |
| молдовани       | 0.37%    |
| вірмени         | 0.25%    |
| поляки          | 0.11%    |
| інші/не вказали | 2.89%    |

### Мовний склад
Розподіл населення за рідною мовою за даними перепису 2001 року:
| Мова            | Кількість | Відсоток |
| --------------- | --------- | -------- |
| російська       | 61925     | 85.28%   |
| українська      | 8455      | 11.64%   |
| циганська       | 132       | 0.18%    |
| вірменська      | 108       | 0.15%    |
| білоруська      | 98        | 0.13%    |
| болгарська      | 20        | 0.03%    |
| інші/не вказали | 1873      | 2.59%    |
| Усього          | 72611     | 100%     |

## Економіка
Місто Довжанськ розташоване в Донецькому вугільному басейні, осередок видобутку кам'яного вугілля (антрациту) — вугледобувний господарський комплекс «Свердловантрацит», а також ДВАТ ЦОФ «Маяк», держпідприємство «Шахтоуправління «Луганське»», групова збагачувальна фабрика “Свердловська”.
У місті також працюють: спільне українсько-іспанське підприємство «Інтерсплав», яке виробляє вторинні алюмінієві сплави й будівельну плитку; Довжанський машинобудівний завод; завод гірничо-шахтного обладнання; швейна фабрика, підприємства харчової промисловості.

## Інфраструктура

### Транспорт
На території міста розташований залізничний вузол станція «Довжанська», станція Довжанська-Нова та блокпост Південно-Східний.

## Засоби масової інформації
У місті видаються дві міські газети — «Заря Донбасса» та «Восточный экспресс», є декілька міських інформаційних вебсайтів, також у місті здійснює мовлення міська телерадіокомпанія «ВИД». Ця телекомпанія демонструє програми власного виробництва протягом чотирьох годин на добу, а решту часу ретранслює телепрограми загальноукраїнського «Нового Каналу».

## Культура
Заклади культури міста Довжанська:

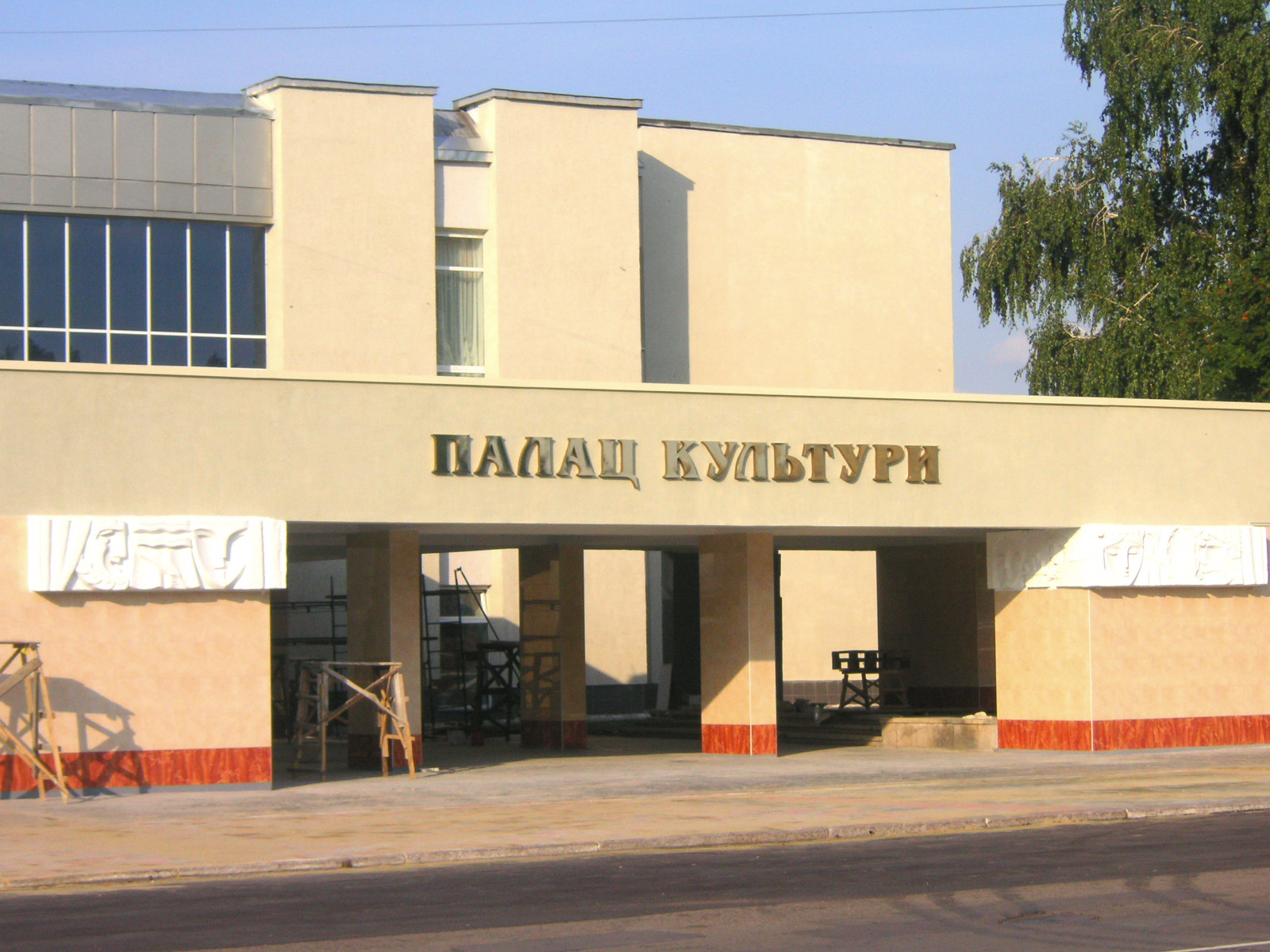
Довжанський палац культури

- краєзнавчий музей (вул. Пирогова, 12);
- Палац культури імені Свердлова;
- кінотеатр «Перемога»;
- Парк культури та відпочинку імені Героїв Сталінградської битви.

### Релігія
Православні парафії в Сверловській міськраді:
- церква Святителя Миколи Чудотворця;
- Свято-Петропавловський собор;
- храм Великомучениці Єлизавети;
- церква святого Володимира;
- храм Ікони Почаївської Божої Матері;
- каплиця святої Варвари;
- Свято-Пантелеймонівський храм (с-ще Павлівка);
- храм Усіх Скорбящих Радостє;
- храм Різдва Христового.

## Люди
Відомі уродженці Довжанська:
- Алексійчук Ірина Борисівна — українська піаністка, композитор;
- Барсуков Сергій Ігорович (1993—2022) — український військовослужбовець, старший лейтенант Збройних сил України, учасник російсько-української війни. Герой України.
- Єва Бушміна — українська співачка; колишня солістка українського гурту «ВІА Гра»;
- Гарбуз Сергій Володимирович (* 1961) — український поет і прозаїк.
- Гімельфарб Євген Юзефович — театральний режисер і діяч, поет, головний режисер Одеського обласного театру ляльок (від 2002 року); заслужений діяч мистецтв України (1999);
- Горюшкін Микола Іванович — двічі Герой Радянського Союзу;
- Законов Василь Ігорович — молодший сержант Збройних сил України.
- Литовченко Катерина Іванівна — мисткиня, відома тим, що через травму, отриману змалку, має паралізоване майже все тіло, але малює, затискаючи олівець у зубах;
- Литвинов Олександр Михайлович — російськомовний бард.
- Май Наталія Михайлівна (1968) — піснярка, співачка, Заслужена артистка України.
- Макаренко Василь Дмитрович — директор Свердловського машинобудівного заводу (1960—2006), кавалер ордена князя Ярослава Мудрого V ступеня.
- Рисєв Володимир Володимирович — український спортсмен-пауерліфтер.
- Сороколєтов Гаврило Володимирович — український живописець.
- Соловйов Ігор Олександрович (1999—2022) — український військовий, учасник російсько-української війни.
- Олена Степова — українська письменниця.

### Мешкали
- Мурзенко Володимир Григорович — шахтар, Герой України (1999);

## Галерея

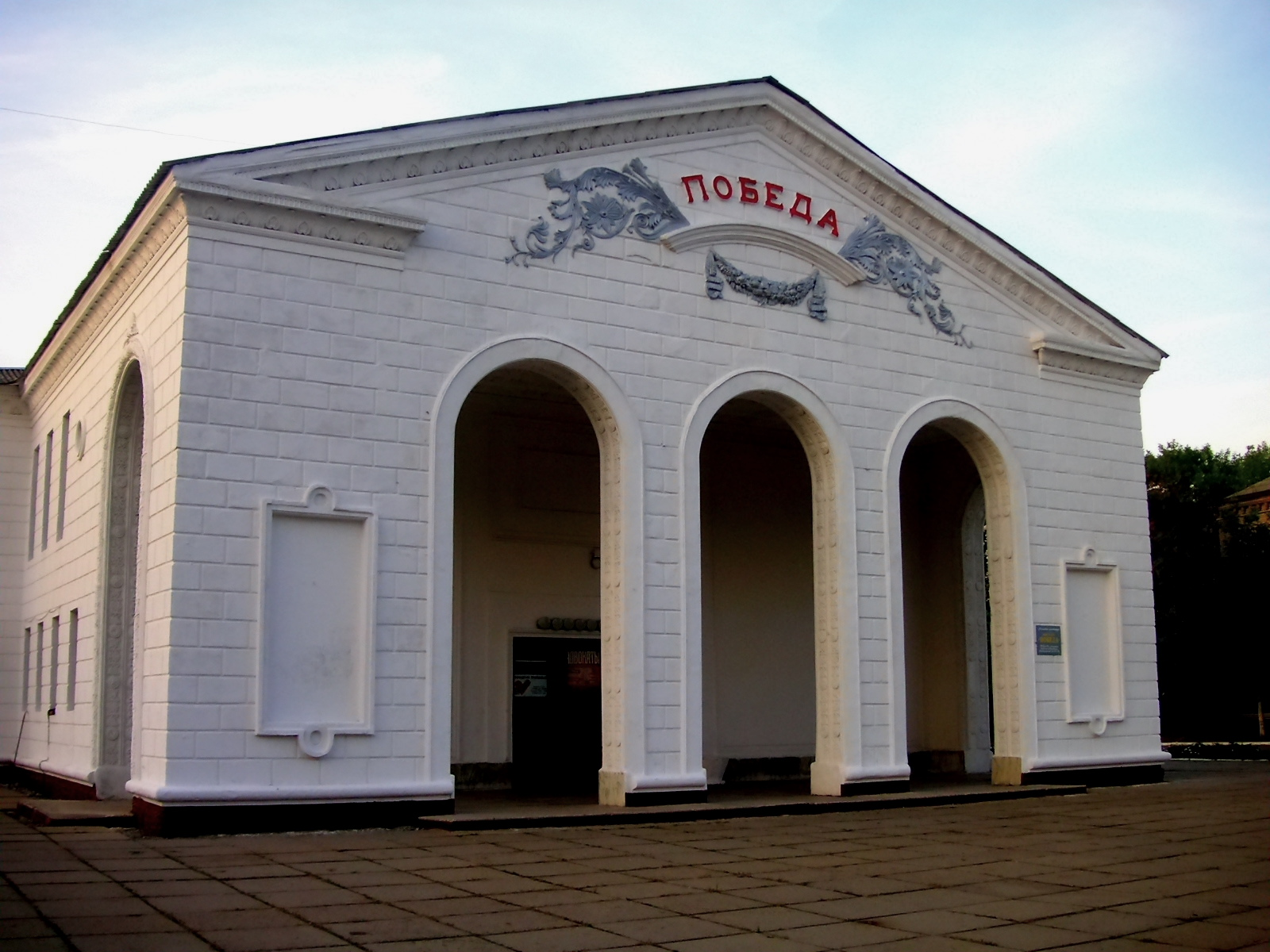
Кінотеатр «Перемога».
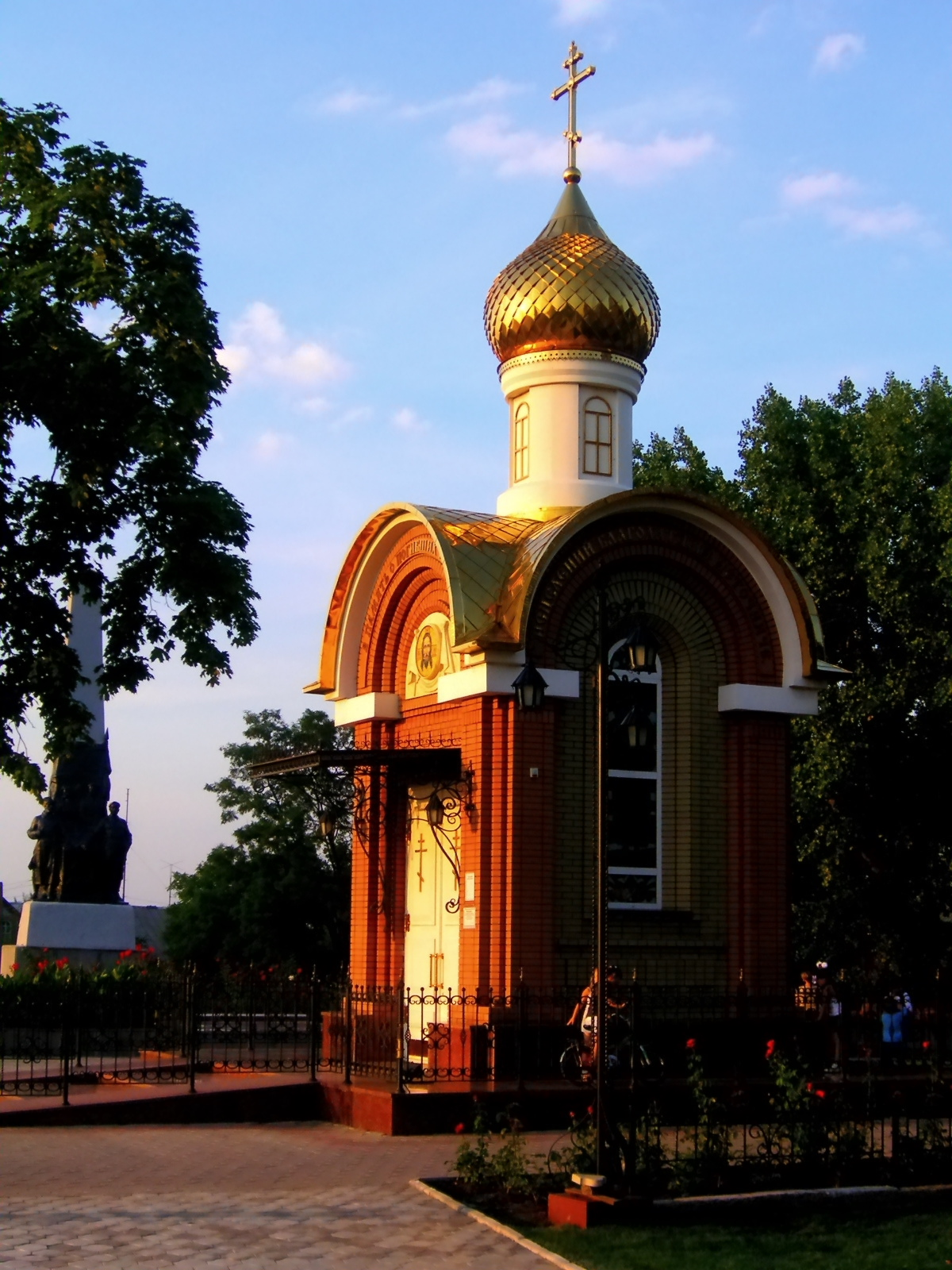
Каплиця св. Варвари.
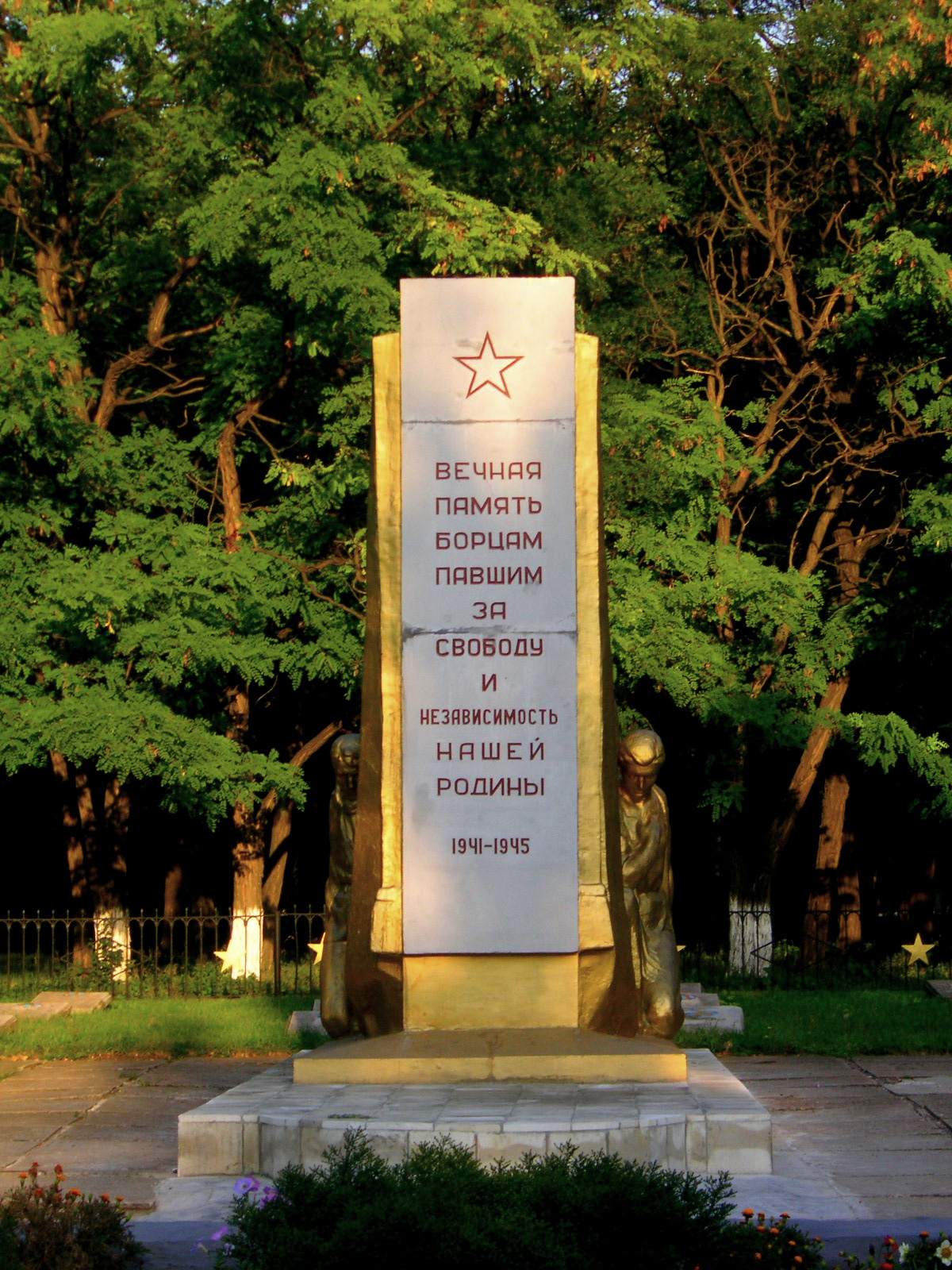
«Вічний вогонь» у Довжанську.
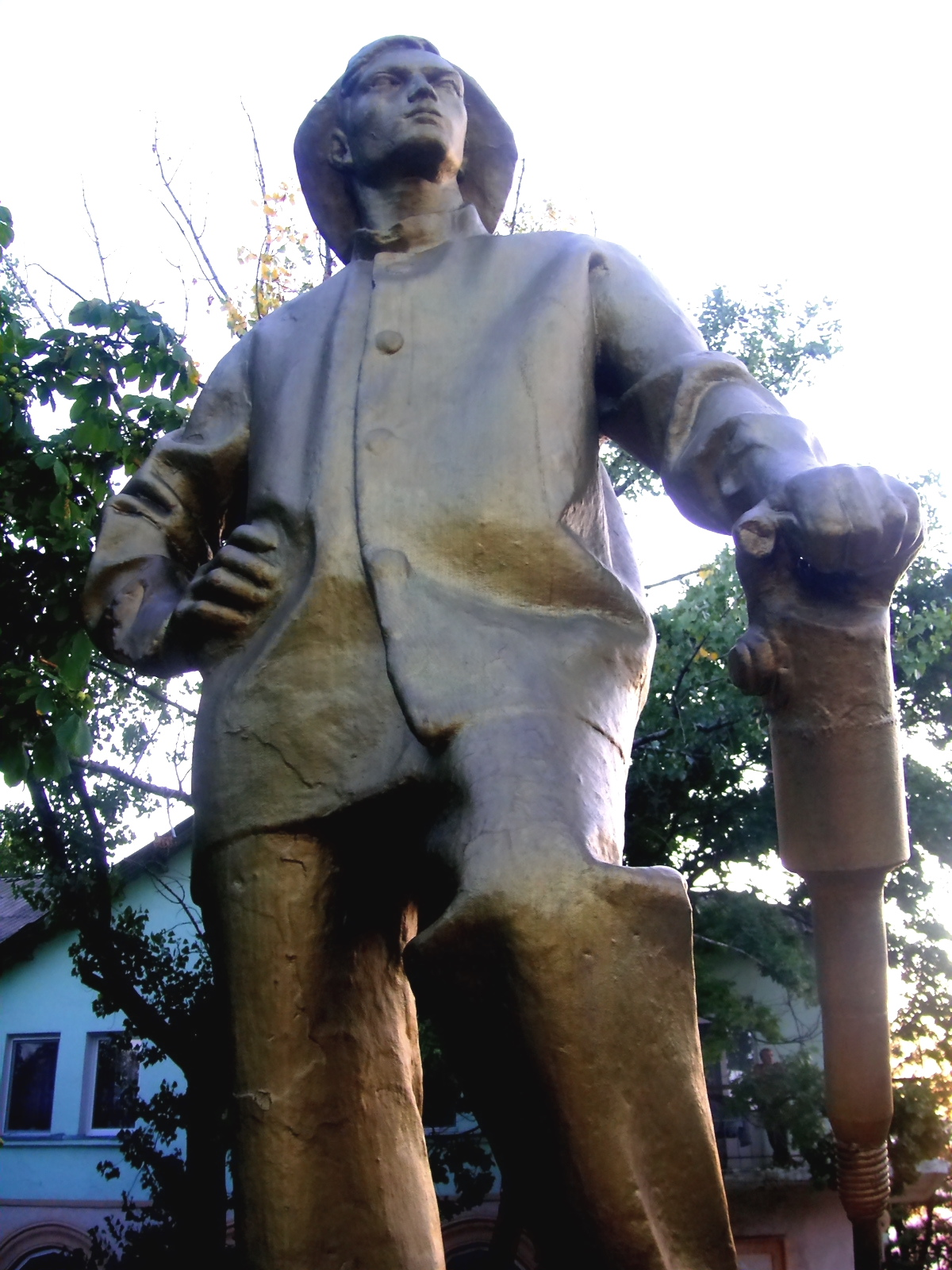
Бронзова скульптура шахтаря — взірець міської скульптури